# Distrito de Rin-Neckar
El distrito de Rin-Neckar (en alemán: Rhein-Neckar-Kreis) es un distrito de Baden-Wurttemberg, Alemania.
Los distritos vecinos son Bergstraße, Odenwald, Neckar-Odenwald, Heilbronn, Karlsruhe, Espira, Rin-Palatinado, Mannheim y Heidelberg.

## Historia
El distrito fue creado en 1973 mediante la fusión de los distritos anteriores de Heidelberg, Mannheim y una gran parte de Sinsheim.

## Geografía
Es nombrado tras los dos ríos principales que atraviesan el distrito, Rin y Neckar.
La elevación más alta es Stiefelhöhe, cerca de Heiligkreuzsteinach, con 583 metros en las montañas Odenwald. La elevación más baja, con 92 metros está cerca de Ilvesheim, en el valle de Neckar.

## Gobierno
El distrito es gobernado por una asamblea de distrito (Kreistag) y un ejecutivo de distrito (Landrat). Los votantes del distrito eligen Kreistag cada 5 años. Este cuerpo luego a su vez elige al Landrat cada 8 años. El Landrat es el representante legal del distrito como también el portavoz de Kreistag y sus comités.
El Landrat se encarga de la oficina de Landrat (Landratsamt) y es el funcionario oficial del distrito.
Las funciones de Landrat incluyen la preparación de las reuniones de asambleas del distrito y sus comités. El Landrat hace las reuniones, actúa como portavoz, y lleva a cabo las decisiones tomadas.
En el Kreistag, el Landrat no tiene voto.
El Landrat tiene un segundo, llamado el primer distrito oficial (Erste Landesbeamte).

## Ciudades y municipios
| Ciudades 1. Eberbach 2. Eppelheim 3. Hemsbach 4. Hockenheim 5. Ladenburg 6. Leimen 7. Neckarbischofsheim 8. Neckargemünd 9. Rauenberg 10. Schönau 11. Schriesheim 12. Schwetzingen 13. Sinsheim 14. Waibstadt 15. Walldorf 16. Weinheim 17. Wiesloch | Municipios 1. Altlußheim 2. Angelbachtal 3. Bammental 4. Brühl 5. Dielheim 6. Dossenheim 7. Edingen-Neckarhausen 8. Epfenbach 9. Eschelbronn 10. Gaiberg 11. Heddesbach 12. Heddesheim 13. Heiligkreuzsteinach 14. Helmstadt-Bargen 15. Hirschberg 16. Ilvesheim 17. Ketsch 18. Laudenbach 19. Lobbach 20. Malsch 21. Mauer 22. Meckesheim 23. Mühlhausen 24. Neidenstein 25. Neulußheim 26. Nußloch 27. Oftersheim 28. Plankstadt 29. Reichartshausen 30. Reilingen 31. Sandhausen 32. Schönbrunn 33. Spechbach 34. St. Leon-Rot 35. Wiesenbach 36. Wilhelmsfeld 37. Zuzenhausen |